# Benjamin Howland
Benjamin Howland (ur. 27 lipca 1755 roku w Tiverton, Rhode Island – zm. 1 maja 1821 roku w Tiverton, Rhode Island) – amerykański rolnik i polityk związany z Partią Demokratyczno-Republikańską.
Po śmierci Samuela Johna Pottera 14 października 1804 roku został wybrany na jego miejsce jako przedstawiciel stanu Rhode Island w Senacie Stanów Zjednoczonych. Stanowisko to piastował od 29 października 1804 roku do 3 marca 1809 roku.